# 요코하마 랜드마크 타워
요코하마 랜드마크 타워(일본어: 横浜ランドマークタワー 요코하마 란도마쿠 타와[*], 영어: Yokohama Landmark Tower)는 높이 295.8m(970피트)의 일본 요코하마의 초고층 빌딩이다. 1993년 완공과 동시에 도쿄 도청사를 제치고 일본 내 최고층 빌딩이 되었고, 2014년 3월 7일 오사카에 300m의 아베노바시 터미널 빌딩이 개장하기 전까지 약 21년 간 이 지위를 유지했다. 미나토 미라이 21 지구에 있으며, 요코하마 미술관이 옆에 있다.
건물의 49~70층에는 5성급 호텔이 입주해 있고, 48층 이하는 상가, 식당, 병원 사무실이 입주해 있다. 건물의 지상 71층은 숨겨져 있는데, 이 층에는 두 개의 Tuned mass damper가 양 모퉁이에 있어 있어, 풍진동을 제어하여 건물에 안정성을 더한다.
69층에는 전망대가 있으며, 360도 전 방향으로 도시를 조망할 수 있는데, 맑은날에는 멀리 후지산까지도 볼 수 있다.
요코하마 랜드마크 타워에는 세계에서 두 번째로 빠른 엘리베이터가 설치되어 있는데, 속도가 초당 12.5m(41피트),(45.0 km/h, 28.0 mi/h).에 달하며,이는 69층까지 약 40초만에 올라갈 수 있게 해준다. 참고로 세계에서 가장 빠른 엘리베이터는 타이베이 101 빌딩에 있다.
이 건물은 KlingStubbins(옛 Hugh Stubbins and Associates)에서 디자인하였다.

## 사진

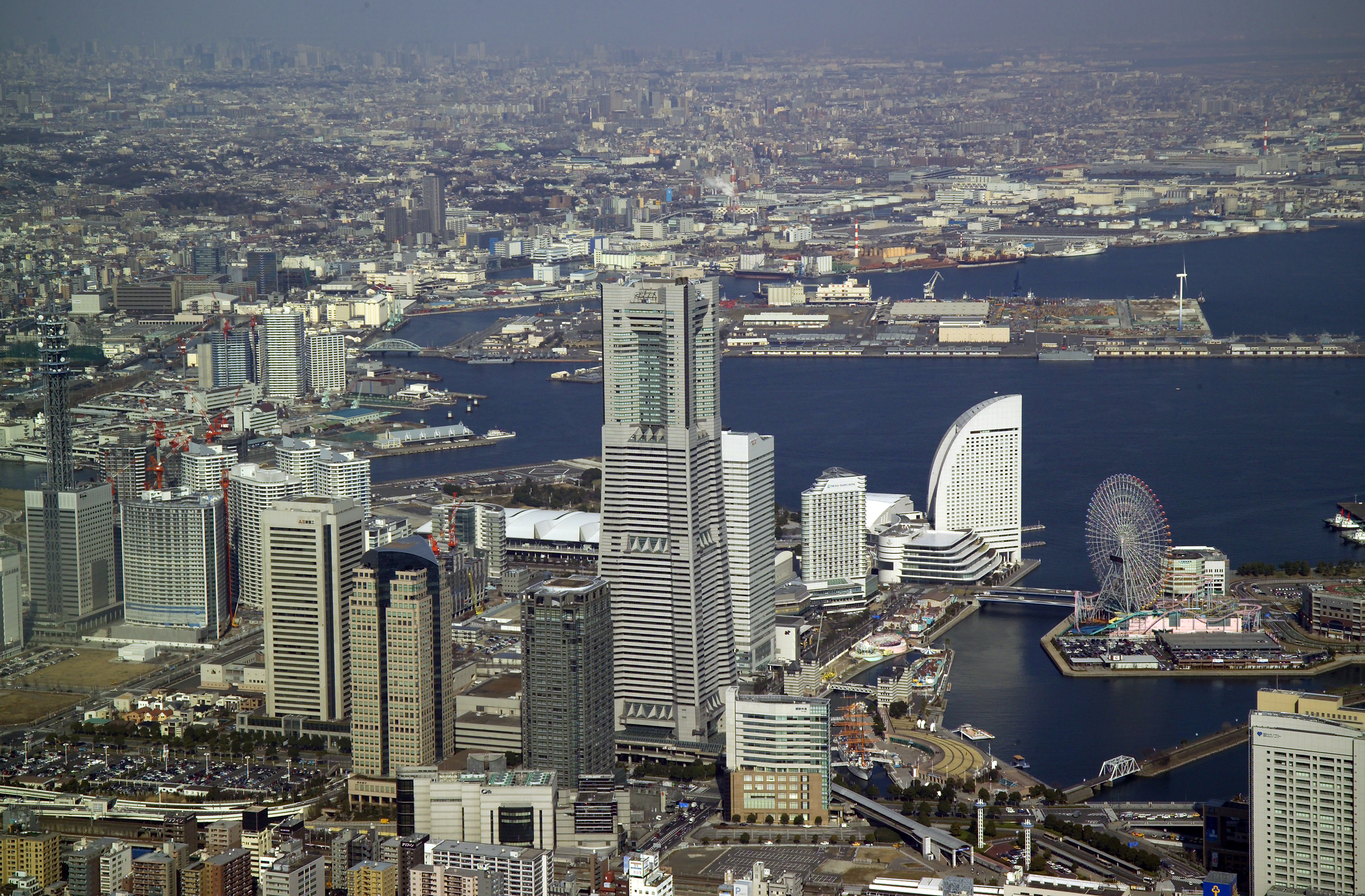
공중에서 본 요코하마 랜드마크 타워.
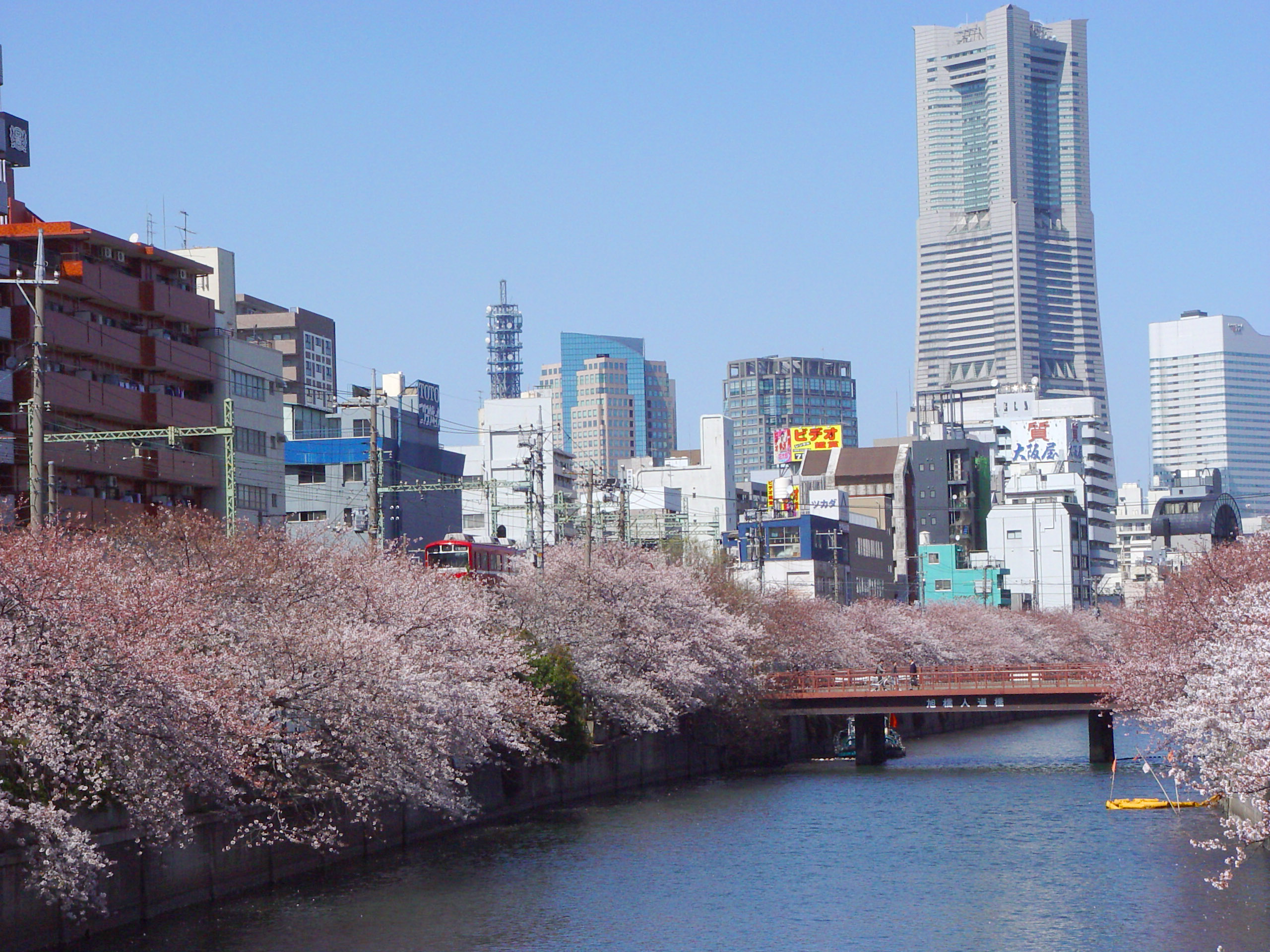
코가네 다리에서 본 요코하마 랜드마크 타워.
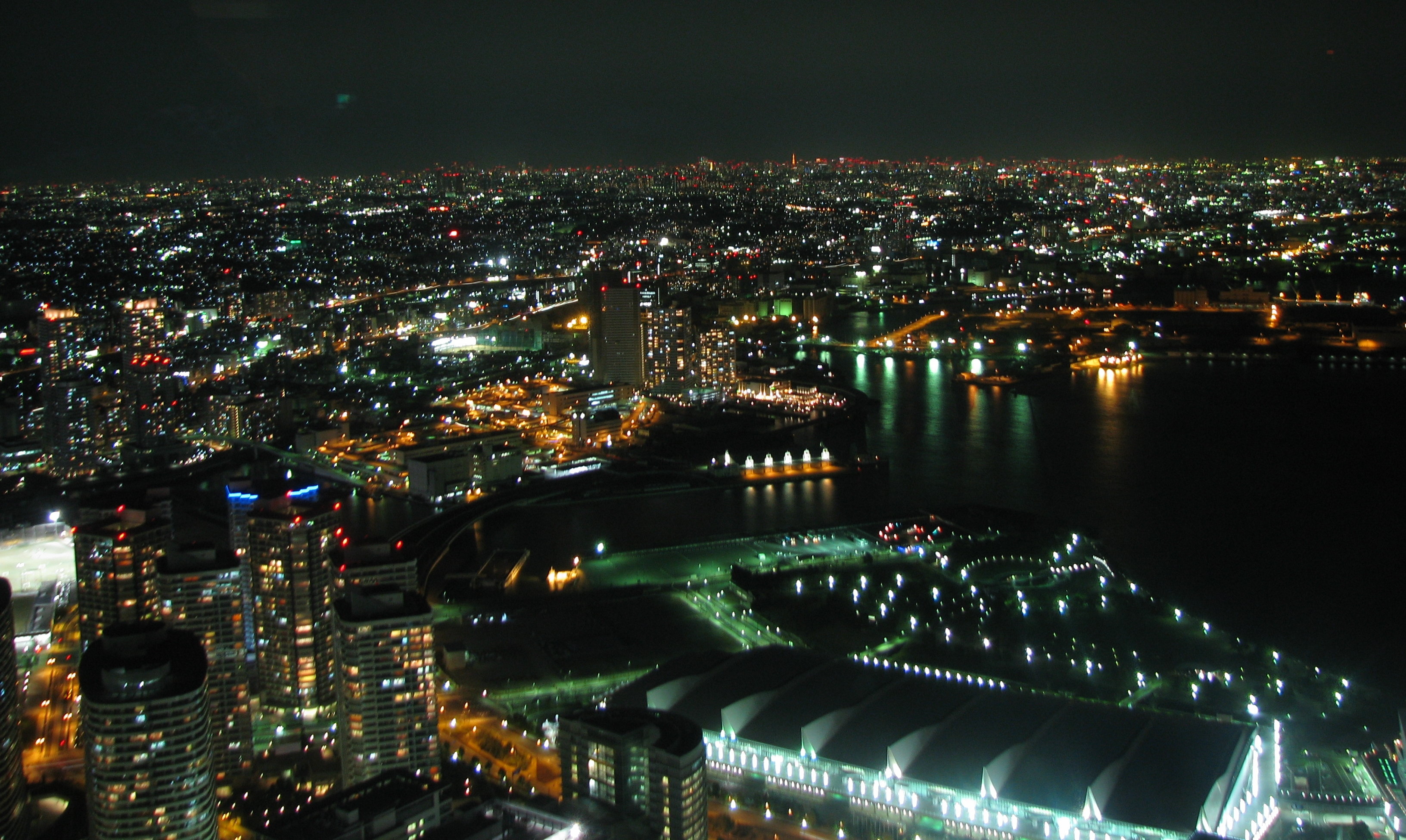
요코하마 랜드마크 타워에서 내려다 본 요코하마.
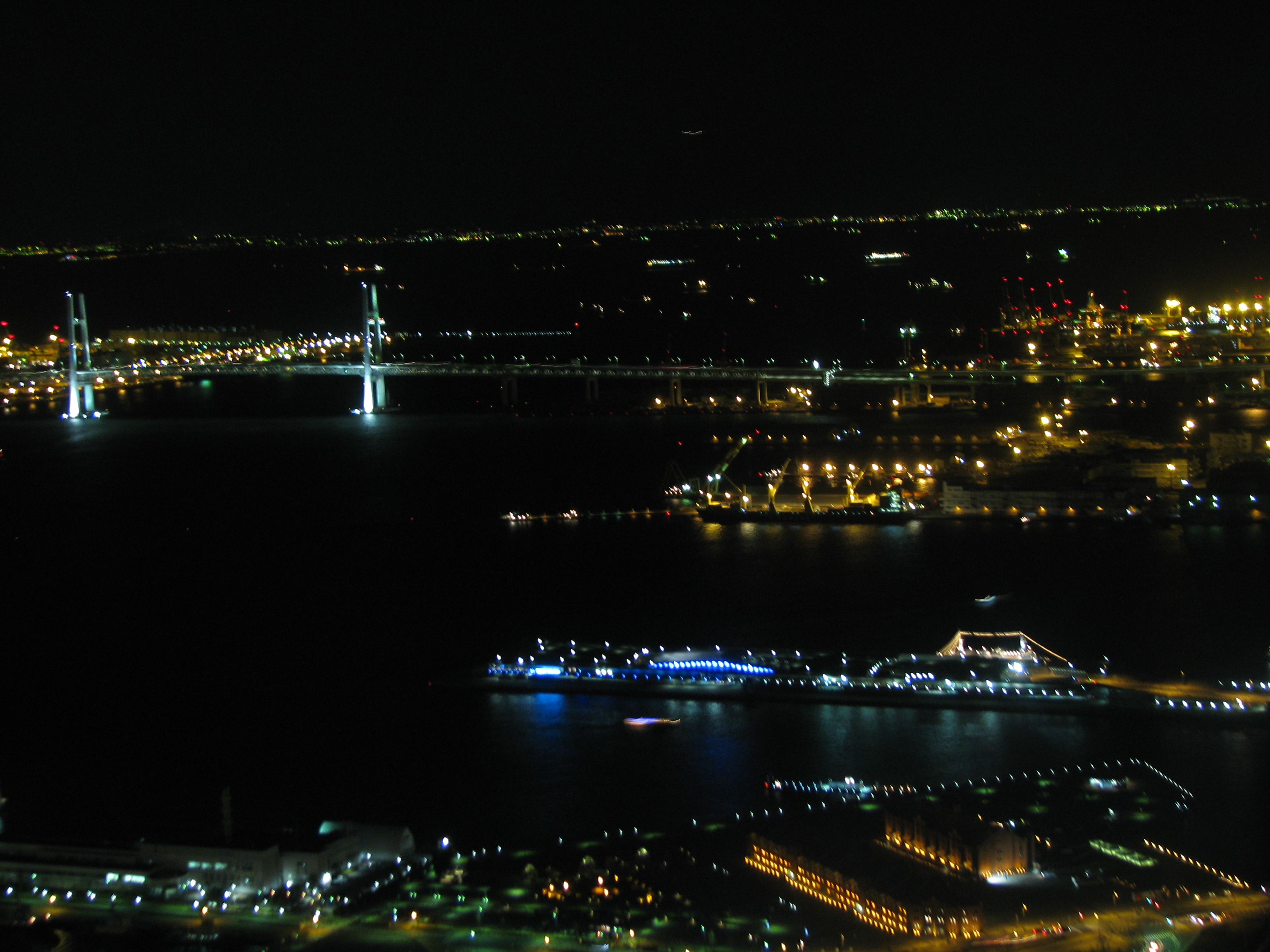
요코하마 베이 브릿지.
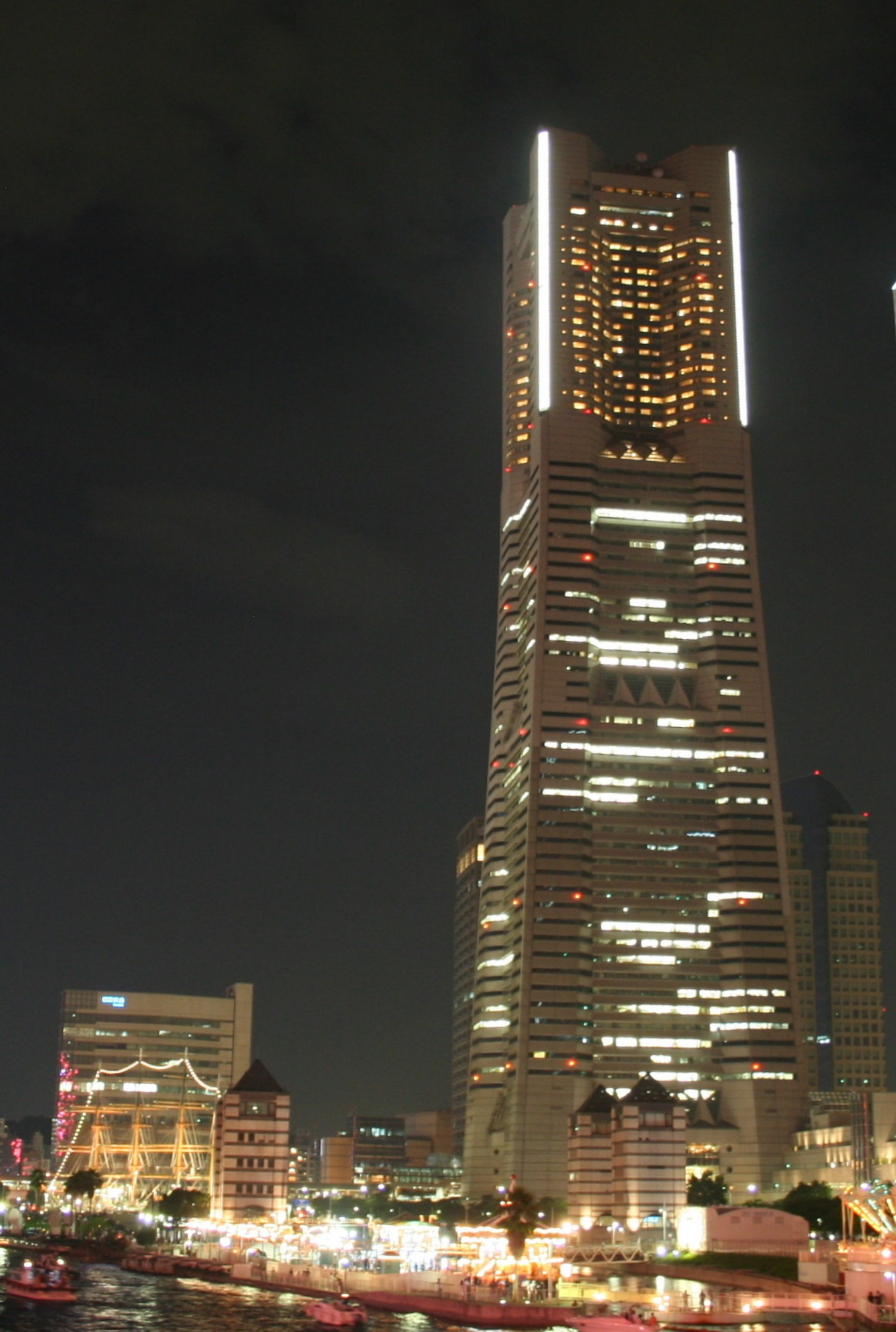
야경.
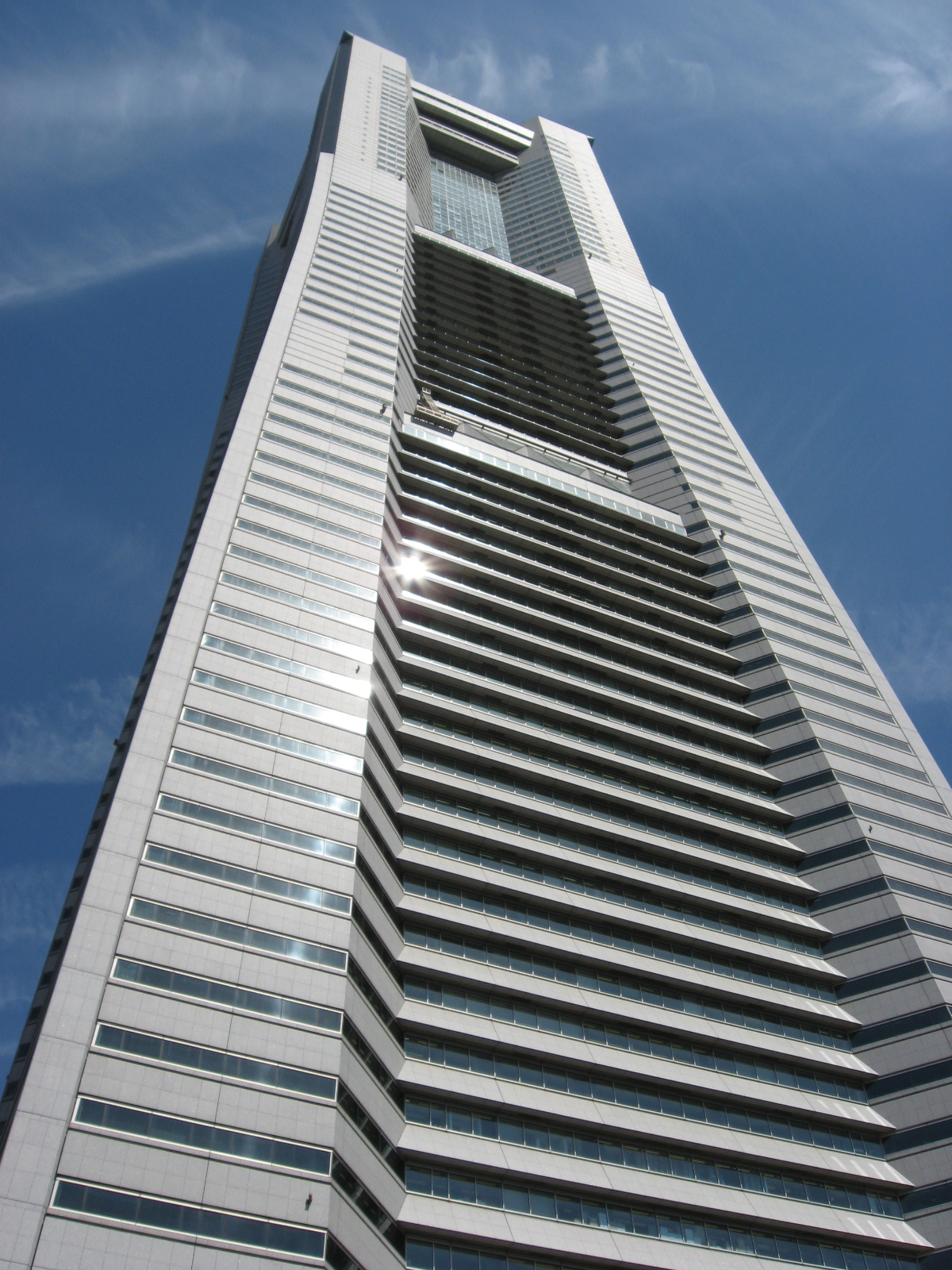
.
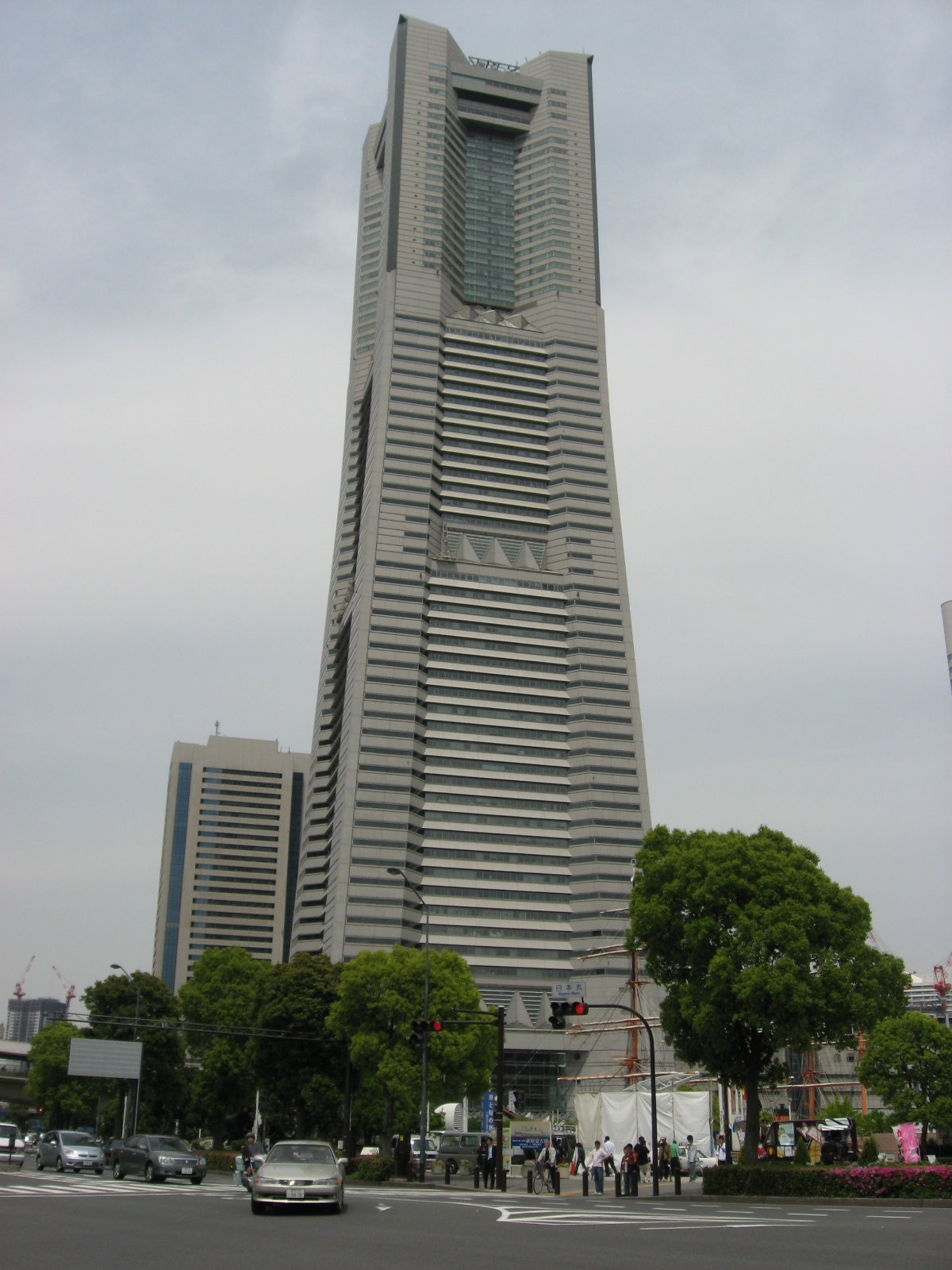
.
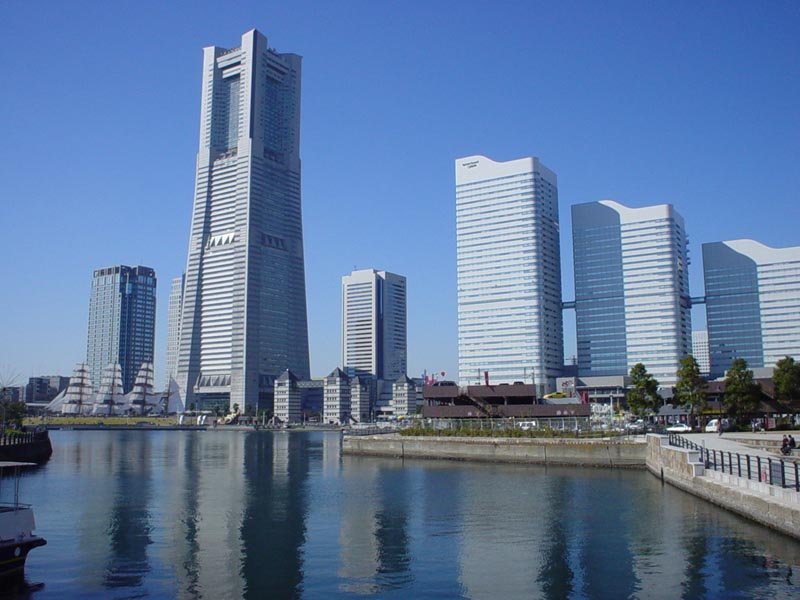
.

## 같이 보기
- 마천루 목록
- 일본의 마천루 목록
- 요코하마
- 요코하마 미술관